# 齋藤恵美子
齋藤 恵美子（さいとう えみこ、1974年9月27日 - ）は、愛知県出身の日本の女優である。ACファクトリー所属。身長166cm、B型。既婚。特撮作品のスーツアクターも務める。

## 出演作品

### 映画
- 2005年 「劇場版 超星艦隊セイザーX 戦え!星の戦士たち」

### テレビ
- 2003年 「超星神グランセイザー」セイザーヴェルソー、ルシアX
- 2004年 「幻星神ジャスティライザー」ライザーカゲリ、和也の母
- 2005年 「超星艦隊セイザーX」水将軍アクアル、ネオデスカル怪人アリゴードの声
- 2007年 「時空警察ヴェッカーシグナ」時空特捜キリー、蛇
- 2007年 「ULTRASEVEN X」スタント